# Monira Rahman

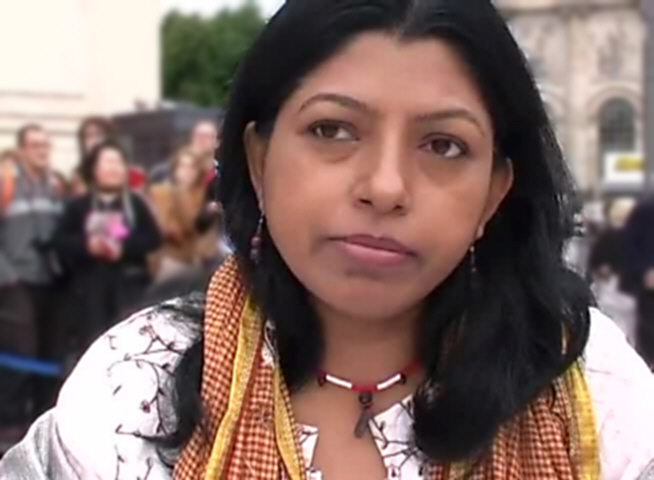
Monira Rahman 2013

Monira Rahman (1966) is mede-oprichter en sinds 2002 directeur  van de mensenrechtenorganisatie Acid Survivors Foundation (ASF), een op 12 mei 1999 opgerichte hulporganisatie voor slachtoffers van zuuraanvallen in Bangladesh.
Monira Rahman is de winnares van de mensenrechtenprijs 2005 van de Duitse afdeling van Amnesty International, die in dat jaar voor de vierde keer werd toegekend, en die haar op 19 maart 2006 in Berlijn werd uitgereikt. Ze kreeg de prijs omdat 'vrouwen en meisjes vroeger slechts zelfmoord of een kwijnend bestaan restte, maar de ASF van de slachtoffers van zuuraanvallen nu mensenrechtenverdedigers maakt die hun gezicht bewust in het openbaar laten zien om verdere misdaden te voorkomen'. Ook wist de ASF het aantal zuuraanvallen met ongeveer 40% terug te dringen sinds 2003.
Het is Monira Rahman gelukt de aandacht van de publieke opinie op de zuuraanvallen te vestigen en steun van het bedrijfsleven, wetenschappers en kunstenaars voor haar acties te krijgen. Daarmee is de Acid Survivors Foundation een voorbeeld voor gelijksoortige organisaties geworden.
Eind maart 2006 was Monira Rahman in Nederland om steun te vragen voor haar project. Het project kreeg hierbij op een bijeenkomst in Groningen een cheque van 12.500 euro overhandigd om het aanschaffen van drukpakken voor slachtoffers mogelijk te maken.  